# Царьков, Олег Сергеевич
Олег Сергеевич Царьков (укр. Олег Сергійович Царьков; род. 22 марта 1988 года) — украинский стрелок из пневматической винтовки. Чемпион Европы (2014), многократный чемпион и призёр международных соревнований, чемпионатов Украины, член национальной сборной команды Украины. Мастер спорта Украины международного класса.

## Биография
Заниматься стрельбой начал в десятилетнем возрасте.
Ныне — работник Вооружённых Сил Украины по учебно-спортивной базе летних видов спорта Министерства обороны Украины.
Двукратный бронзовый призёр чемпионата Европы в командном зачёте среди юниоров (2005, 2006). Чемпион Европы в командном зачёте среди юниоров (2008).
В 2014 году в Москве (Россия) завоевал «золото» чемпионата Европы по стрельбе из пневматической винтовки с 10 метров, установив рекорд Европы. В марте Национальный олимпийский комитет Украины признал Царькова лучшим спортсменом месяца. В 2015 году на І Европейских играх в Баку (Азербайджан) занял четвёртое место. В том же году на этапе Кубка мира в Мюнхене (Германия) завоевал бронзовую медаль в стрельбе из пневматической винтовки, а также завоевал «серебро» финала Кубка мира по пулевой стрельбе.
В 2016 году отправился на Олимпиаду в Рио-де-Жанейро, соревновался в стрельбе из винтовки из трёх положений, винтовки лёжа и пневматической винтовки. В последней дисциплине вышел в финал и занял восьмое место.